# En fråga om liv och död
En fråga om liv och död är en svensk thrillerserie i två delar från 2006, skriven och regisserad av Håkan Lindhé. I rollerna ses bland andra Göran Ragnerstam, Donald Högberg och Gunnel Fred.

## Handling
Läkaren David Bendricks råkar befinna sig på fel plats vid fel tillfälle. Under en joggingtur hör han ljud från ett övergivet växthus och när han närmar sig blir han vittne till ett brutalt mord. Han får senare veta att det han bevittnat var en uppgörelse i den undre världen och när han beslutar sig för att vittna sätts hela hans familjs säkerhet på spel. Polisen är oförmögen att skydda familjen, vilket gör att David måste ta saken i egna händer.

## Rollista
- Göran Ragnerstam – David Bendricks, läkare
- Donald Högberg – Jan Leander, poliskommissarie
- Gunnel Fred – Mona, Davids fru
- Michaela Berner – Nadja, Davids och Monas dotter
- Oscar Livh – Hampus, Davids och Monas son
- Magnus Ehrner – åklagaren
- Said Legue – Zino, Nadjas pojkvän
- Anders Berg – Adam
- Jonatan Blode – Gordon, Adams bror
- Stefan Gödicke – Beckman, polis
- Johan Friberg	– Bratt, polis
- Carina M. Johansson – rättens ordförande
- Svante Hildesson – Jonny Hammar
- Fredrik Egerstrand – Tony
- Jarle Hammer – Lenny
- Dan Nerenius – advokaten
- Anna Söderling – Gerda
- Josephine Bauer – Hanna
- Tove Wiréen – Eva
- Sören Jonsson	– Tjommen
- Johanna Wilson – Tina
- Vincent Milou Afif Miari – Pelle
- Noah Wilson – Tinas bebis
- Kjell Wilhelmsen – grannen
- Jerker Fahlström – Rolle
- Pelle Evertsson – Kalle
- Pär Luttropp – kökskillen
- Jill Ung – polis i receptionen
- Wassi Eskander – förälder på polisstationen
- Emil Jonsson – Adams chaufför
- Mattias Edvardsson – taekwondotränaren
- Fredrik Pettersson – taekwondomästare
- Erik Henningsson – taekwondomästarens kompis
- Robin Dahl – sparringpartnern
- Malin Syrstad	– nyhetsuppläsare
- Jan Lopez – gestalt
- Erica Hedin – radioröst
- Tomas Karlsson – tecknare i rättssalen
- Mariha Åberg – Chi-An
- Ingvar Örner – verksamhetschefen
- Petter Heldt – brandman
- Leif Edlund Johansson – Petter, polis
- Bo Andersson – Leon
- Ralph Carlsson – fiskaren
- Said Bayat – Amir
- Jim Wulff Zetterman – Babak
- Kujtim Bahtin	– Moses
- Ashkan Ghods – ung polisaspirant
- Selma Legue – Zinos mamma
- Chantal Honaké – receptionist på gym
- Pamela Bjarne	– Adams flickvän
- Rut Johansson	– Monas mamma
- Bengt Segerblad – Göran, livvakt
- Göran Sjögren	– Tommy, livvakt
- Hans Persson – kirurg
- Tommy Sporrong – fångvårdare i rättssalen

## Om serien
En fråga om liv och död spelades in i Uddevalla, Göteborg och Lysekil och producerades av Mimmi Spång för Garagefilm AB. Den fotades av Hoyte van Hoytema och klipptes av Pierre Laurent. Musiken komponerades av Stefan Sporsén och scenograf var Lene Willumsen. Serien sändes i två avsnitt som vardera var 88 minuter långa under två dagar i följd med start den 14 april 2006.